# Thallwitz

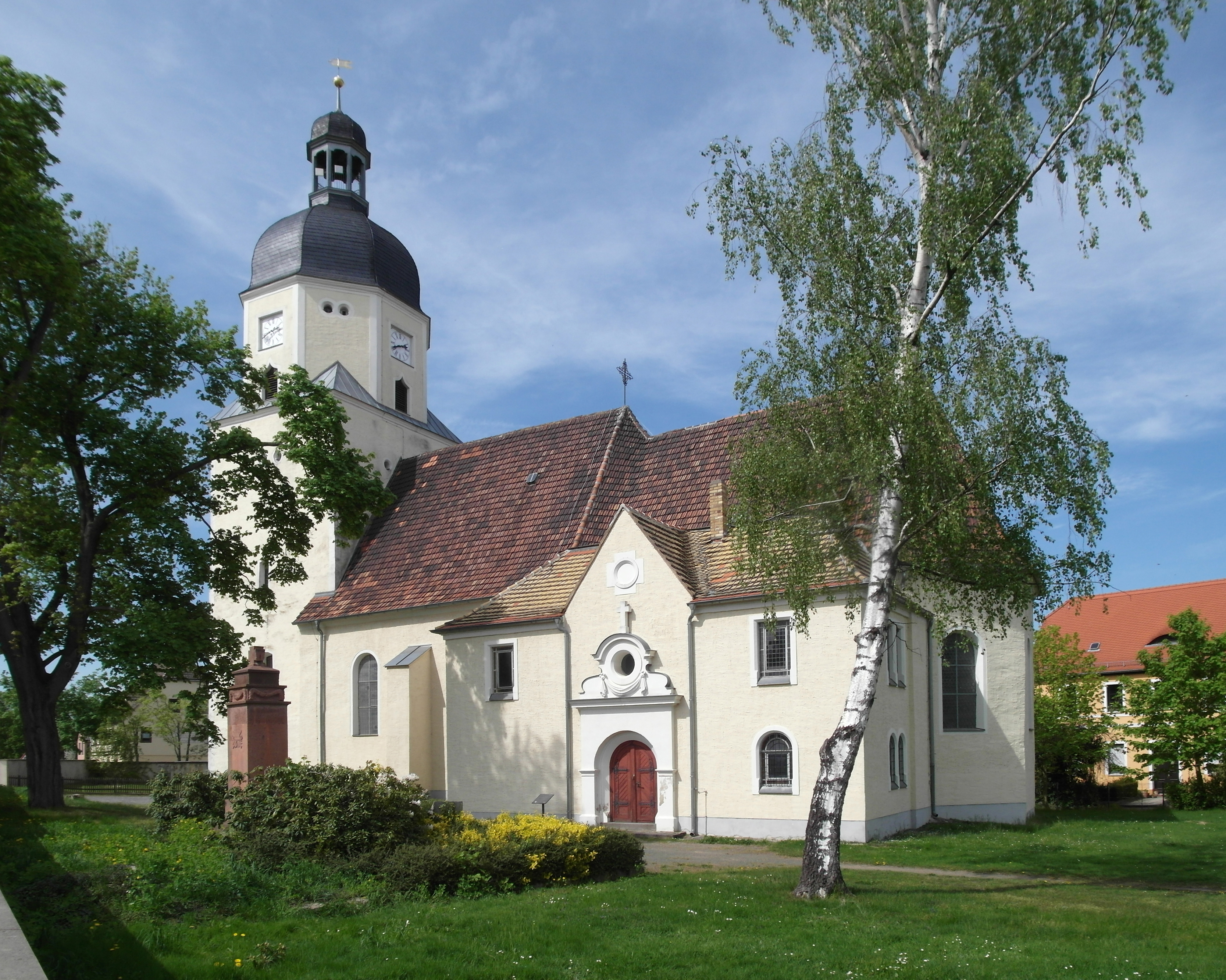
Kirche Thallwitz

Thallwitz ist eine verwaltungsgemeinschaftsfreie Gemeinde im Norden des Landkreises Leipzig in Sachsen. Der Gemeindesitz befindet sich in Thallwitz.

## Geografie und Verkehr
Die Gemeinde liegt zwischen Wurzen (acht Kilometer) und Eilenburg (etwa sechs Kilometer), inmitten der Auenlandschaft der Mulde und den östlich gelegenen Hohburger Bergen im Tauchaer Endmoränenhügelland am Rand der Leipziger Tieflandsbucht. Westlich der Gemeinde fließt die Mulde, in welche im Gemeindegebiet die Lossa mündet.
Nördlich des Gemeindegebietes verläuft die B 87, südlich die B 6.
Die Bahnstrecke Wurzen–Eilenburg verläuft durch Thallwitz; der Personenverkehr wurde jedoch bereits 1978 eingestellt. Nächstgelegener Personenbahnhof ist nun Eilenburg Ost an der Bahnstrecke Halle–Cottbus, etwa vier Kilometer nördlich von Thallwitz gelegen. Werktags erschließen mehrere Buslinien der Regionalbus Leipzig GmbH alle zu Thallwitz gehörenden Ortschaften und bieten Verbindungen in die Städte Eilenburg und Wurzen. Es gilt der Tarif des Mitteldeutschen Verkehrsverbundes.

## Ortsgliederung
Zur Verbandsgemeinde gehören neben Thallwitz noch die Ortsteile:
- Lossa
- Nischwitz
- Kollau
- Wasewitz
- Canitz
- Röcknitz mit Treben
- Böhlitz mit Collmen
- Zwochau

## Geschichte

### Thallwitz
Am 31. Juli 1253 wurde Thallwitz zum ersten Mal in einer Urkunde des Markgrafen von Meißen, Heinrich dem Erlauchten, als Talvitz  erwähnt. Möglicherweise ist Thallwitz aber älter und entstand als slawische Ansiedlung bereits viel früher. Spätestens 1266 ist Henricus de Scof Herr auf Thallwitz und nennt sich fortan Henricus de Talwiz. Im 16. Jahrhundert erbauten die Herren von Canitz das Thallwitzer Schloss im damals üblichen Renaissancestil und benannten sich entsprechend der 1575 erwähnten Schreibweise von Canitz und Dallwitz. 1791 findet man erstmals die heutige Schreibweise.
Ab 1554 gehörte der Ort zum Amt Wurzen, ab 1875 zur Amtshauptmannschaft Grimma. Zur Landgemeinde Thallwitz gehörte das ehemalige Gut Dennstädt. Nach der DDR-Kreisreform 1952 kam das ca. 1000 Einwohner zählende Thallwitz zum Kreis Wurzen im Bezirk Leipzig. Eingemeindet wurden 1957 Kollau, 1973 Canitz und Lossa sowie 1993 Nischwitz. Von 1994 bis 2008 war Thallwitz Teil des Muldentalkreises. Am 1. April 1996 vereinigte sich Thallwitz mit der Gemeinde Röcknitz-Böhlitz.

### Böhlitz
Bereits am 6. Juni 1222 wurde das Dorf Böhlitz als Herrengut urkundlich zum ersten Mal erwähnt.

## Politik

### Gemeinderat
- FWGT: 8
- CDU: 3
- AfD: 5

Seit der Gemeinderatswahl am 9. Juni 2024 verteilen sich die 16 Sitze des Gemeinderates folgendermaßen auf die einzelnen Gruppierungen:
- Freie Wählervereinigung Gemeinde Thallwitz (FWGT): 8 Sitze
- AfD: 5 Sitze
- CDU: 3 Sitze

| Liste                                 | 2024   | 2024   | 2019   | 2019   | 2014   | 2014   |
| Liste                                 | Sitze  | in %   | Sitze  | in %   | Sitze  | in %   |
| ------------------------------------- | ------ | ------ | ------ | ------ | ------ | ------ |
| Freie Wähler Gemeinde Thallwitz e. V. | 8      | 49,0   | 8      | 47,0   | 8      | 47,6   |
| AfD                                   | 5      | 32,4   | 2      | 20,9   | –      | –      |
| CDU                                   | 3      | 18,6   | 2      | 12,0   | 3      | 21,3   |
| FWV Böhlitz                           | –      | –      | 2      | 12,2   | 3      | 16,8   |
| Linke                                 | –      | –      | 1      | 7,9    | 1      | 14,3   |
| Wahlbeteiligung                       | 70,7 % | 70,7 % | 66,3 % | 66,3 % | 51,6 % | 51,6 % |

### Bürgermeister
Im September 2013 wurde Thomas Pöge zum Nachfolger von Kurt Schwuchow gewählt.
| Wahl | Bürgermeister      | Vorschlag | Wahlergebnis (in %) |
| ---- | ------------------ | --------- | ------------------- |
| 2020 | Rudolf Thomas Pöge | Pöge      | 99,5                |
| 2013 | Rudolf Thomas Pöge | Pöge      | 97,5                |
| 2008 | Kurt Schwuchow     | CDU       | 58,1                |
| 2001 | Kurt Schwuchow     | CDU       | 84,9                |

## Sehenswürdigkeiten

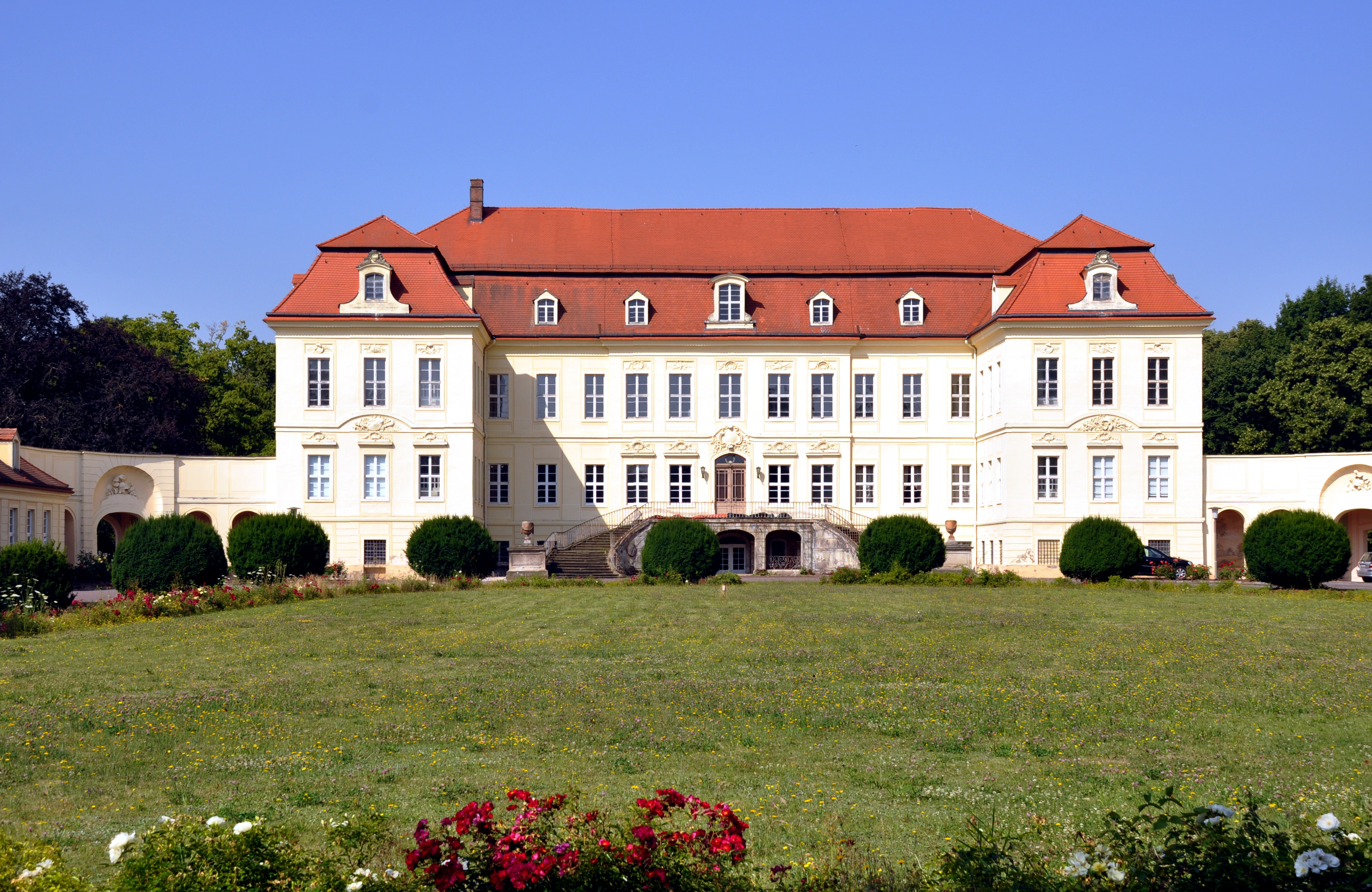
Schloss Nischwitz

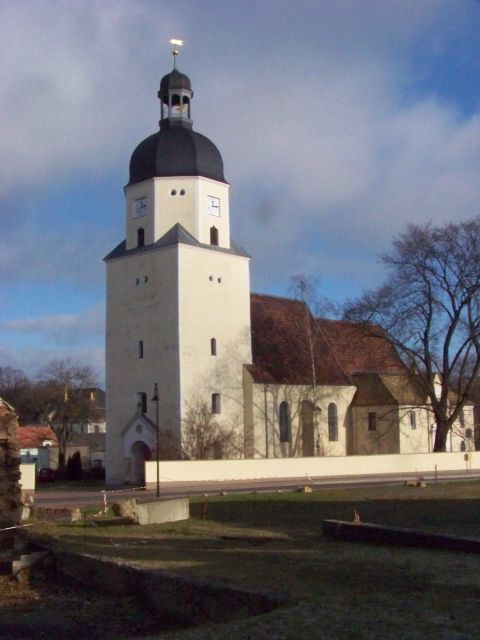
Kirche Thallwitz
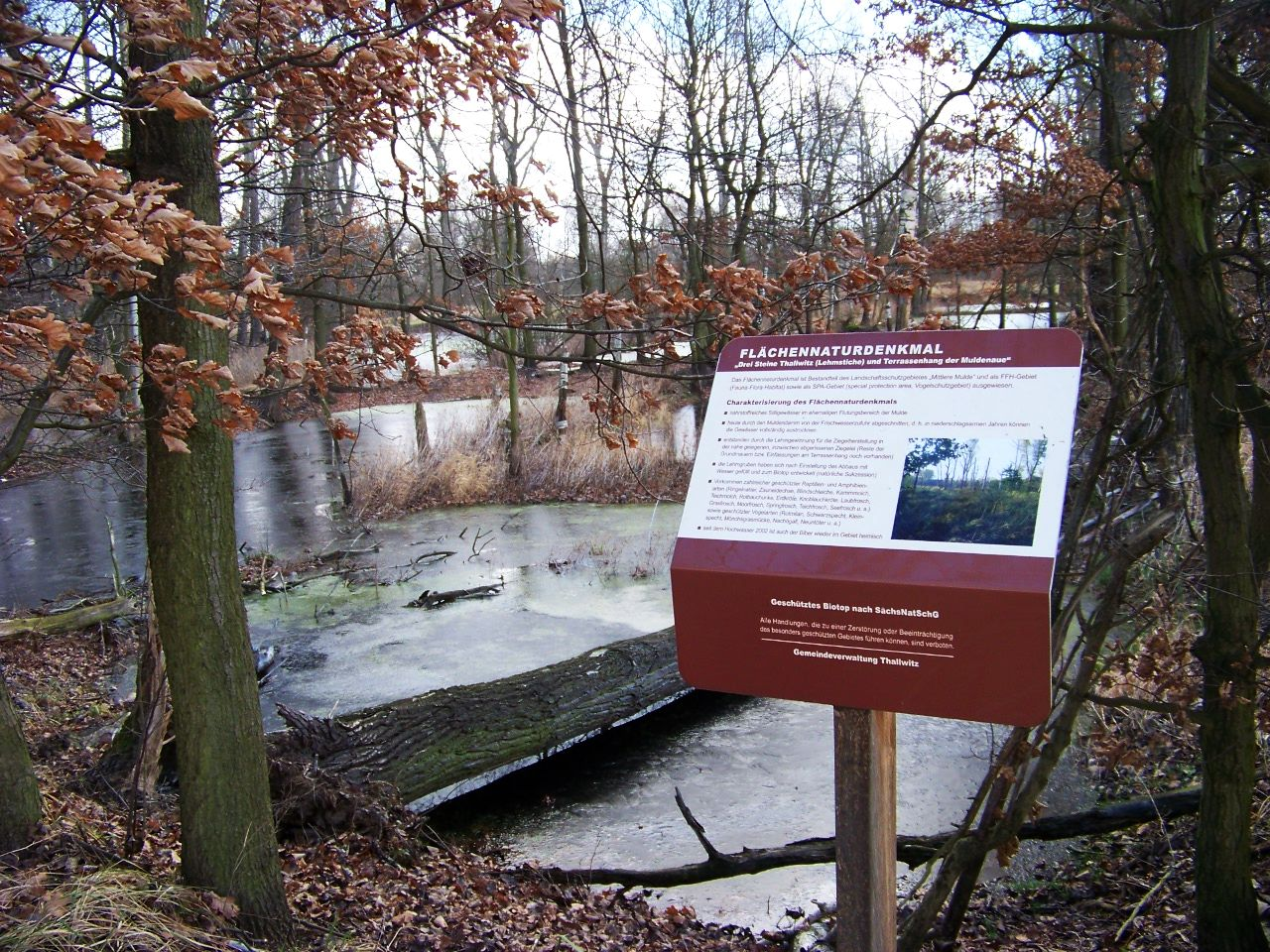
Flächennaturdenkmal Lehmstich bei Thallwitz
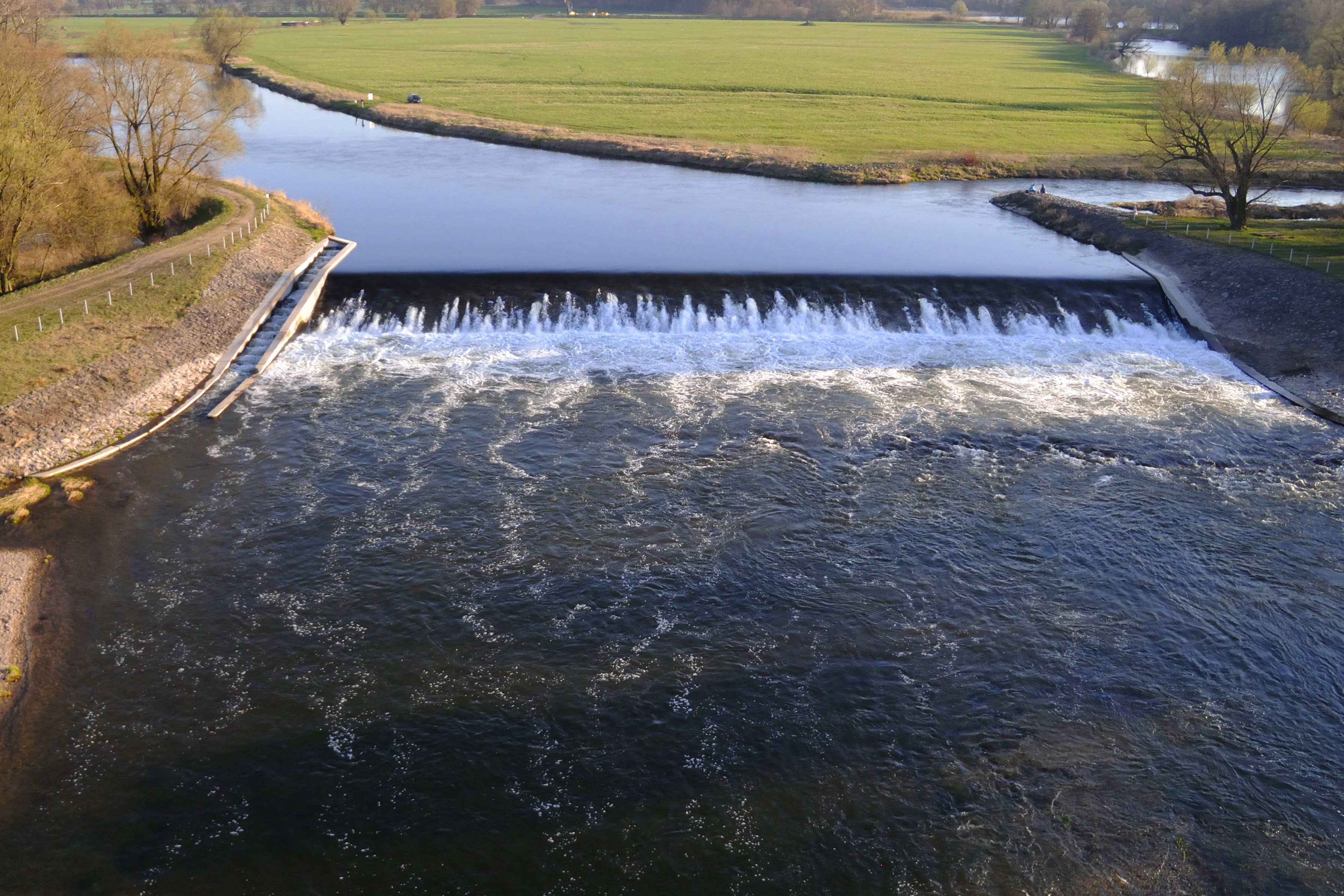
Kollauer Wehr mit Fischtreppe
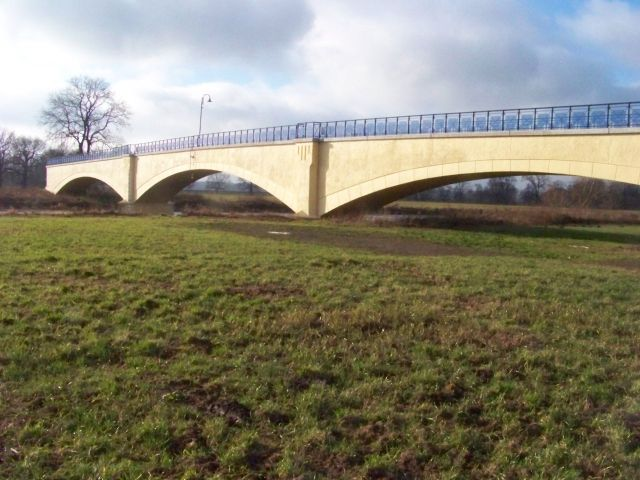
Fußgängerbrücke über die Mulde bei Canitz

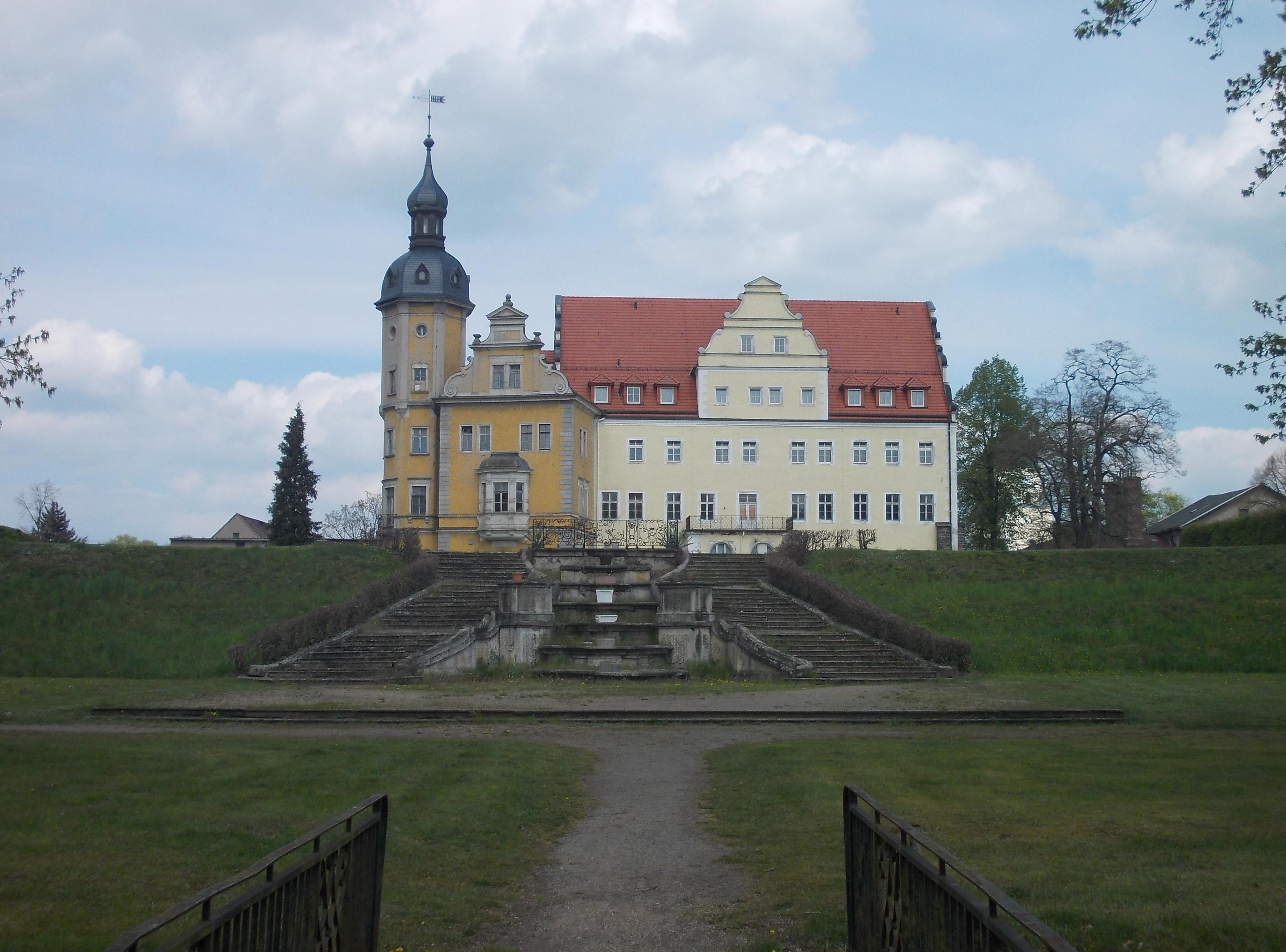
Schloss Thallwitz

- Schloss und Park Thallwitz

Das Schloss wurde um 1580 von den Herren von Canitz anstelle des mittelalterlichen Stammsitzes derer von Dallwitz erbaut. Das Renaissancehaus mit rechteckigem Grundriss besitzt auf der Hofseite einen Treppenturm mit Wendelstein und vier zweigeschossige Giebel. Ende des 17. Jahrhunderts kam der Herrensitz an den Kammerherrn und Oberstallmeister Christoph Siegmund von Holtzendorff, der ab 1699 den Barockgarten anlegen ließ. Die Hauptallee läuft auf das Schloss zu und führt über eine Treppe mit barocker Brunnenkaskade auf die erhöhte Terrasse zu, auf der ursprünglich ein barocker Neubau geplant war, der aber aus Kostengründen unterblieb. Das Rittergut kam dann an die Grafen von Hoym. 1783 kam Thallwitz in den Besitz der Grafen und späteren Fürsten Reuß-Ebersdorf, die es als Jagdschloss nutzten. 1848 ging Reuß-Ebersdorf im Fürstentum Reuß jüngerer Linie auf. 1882 ergänzte der Architekt Arwed Roßbach das Schloss um einen Neorenaissanceflügel mit Turm im Auftrag des Fürsten Heinrich XIV. Dessen Enkel Heinrich XLV. vermietete das Schloss 1942 an eine Klinik für plastische Chirurgie. 1945 wurde das Schloss enteignet; 1992 wurde der Freistaat Sachsen Eigentümer von Schloss Thallwitz. Im Jahr 1994 wurde der Klinikbetrieb aus Kostengründen eingestellt und das Haus saniert. Es stand danach allerdings über Jahrzehnte leer. Eine ursprünglich vor dem Schloss aufgestellte Büste, die an den Klinikgründer Wolfgang Rosenthal erinnert, steht jetzt etwas versteckt im angrenzenden Park. Im Jahr 2008 wurden Schloss und Park im Rahmen eines Vergleichs (vor allem über Mobilien und Museumsgut des Hauses Reuß jüngere Linie) an die Erbin aus der Familie Reuß, Woizlawa-Feodora Prinzessin Reuß, zurückübertragen. Das Anwesen befindet sich heute in einem vernachlässigten Zustand.
- Schloss und Park Nischwitz

Schloss Nischwitz stammt aus der ersten Hälfte des 18. Jahrhunderts und wurde wenig später im Stil des Spätbarock umgebaut. Der Park wurde wie das Schloss ursprünglich im Rokokostil angelegt und Mitte des 19. Jahrhunderts in einen englischen Landschaftsgarten umgestaltet.
- Sägemühle Thallwitz

Die Mühle wurde im Jahr 1790 erstmals urkundlich erwähnt. Sie ist voll funktionsfähig und wird über ein oberschlächtiges Wasserrad angetrieben.
- Park Canitz[12]

- Herrenhaus im Rittergut Röcknitz
- Kirche Thallwitz
- Dorfkirche Wasewitz

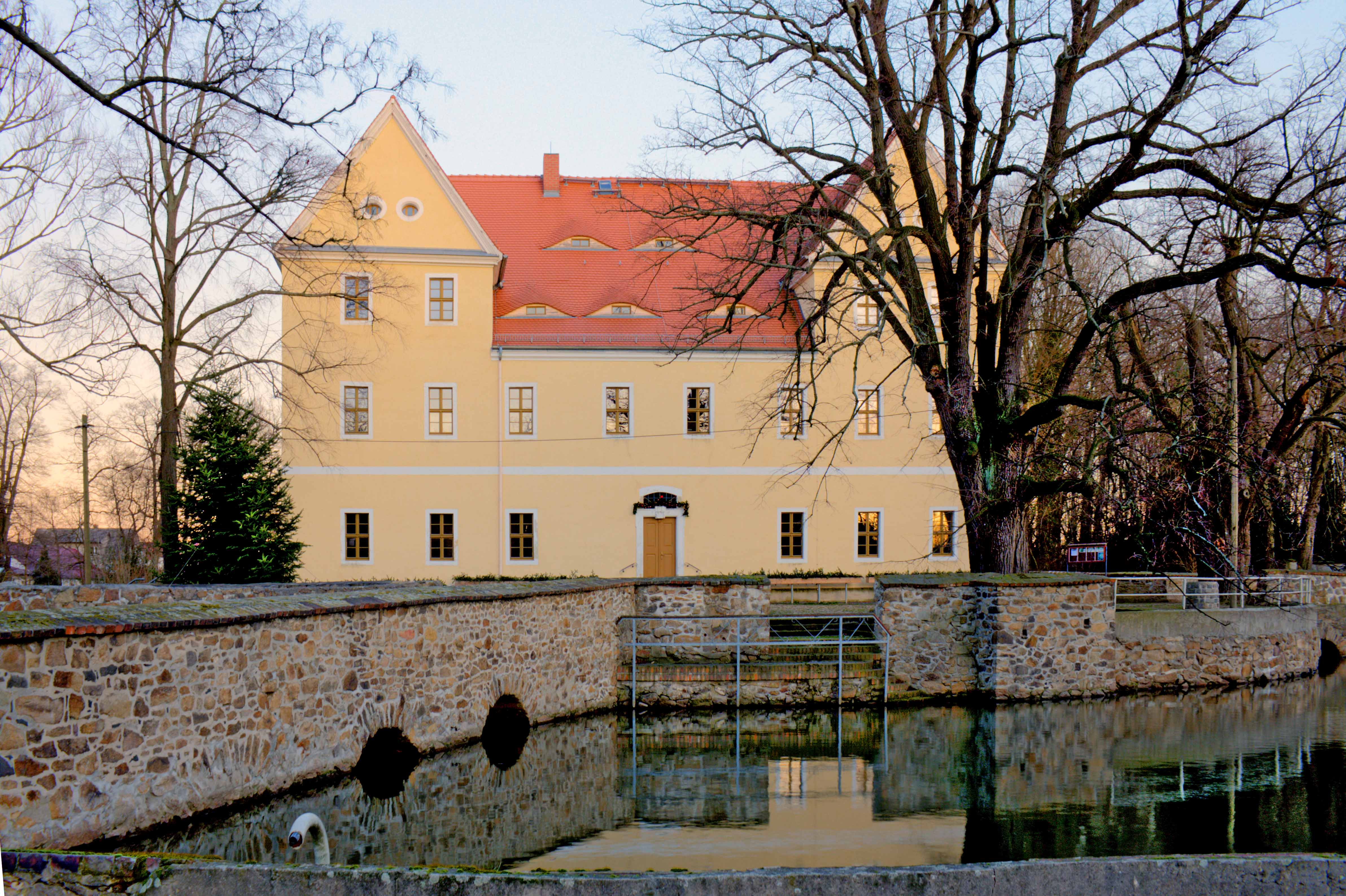
Herrenhaus Röcknitz

- Kirchen in Röcknitz, Böhlitz und Nischwitz
- Auenlandschaft an der Mulde mit Mulderadweg
- Kollauer Wehr mit Fischtreppe
- Hohburger Berge

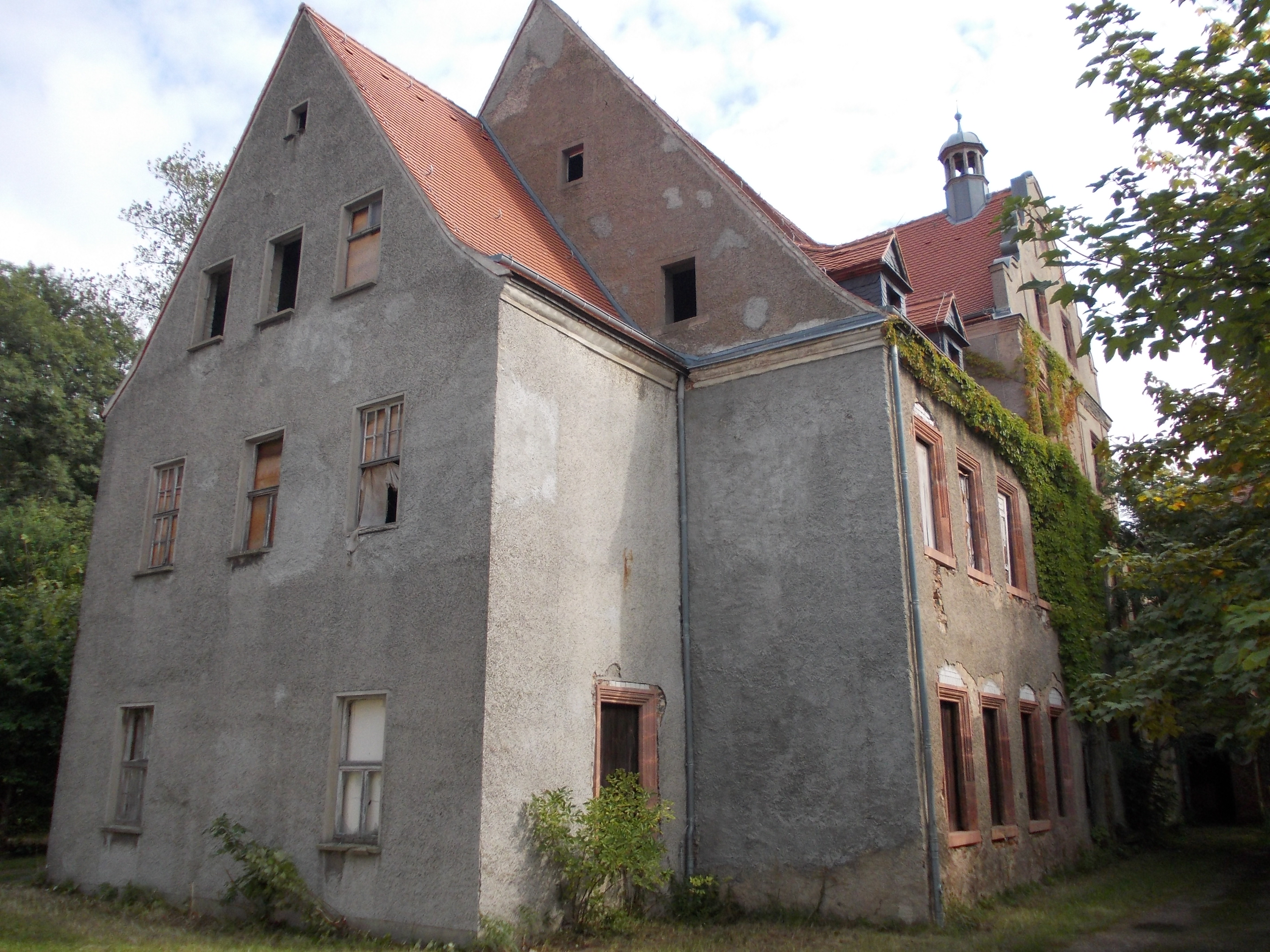
Schloss Lossa
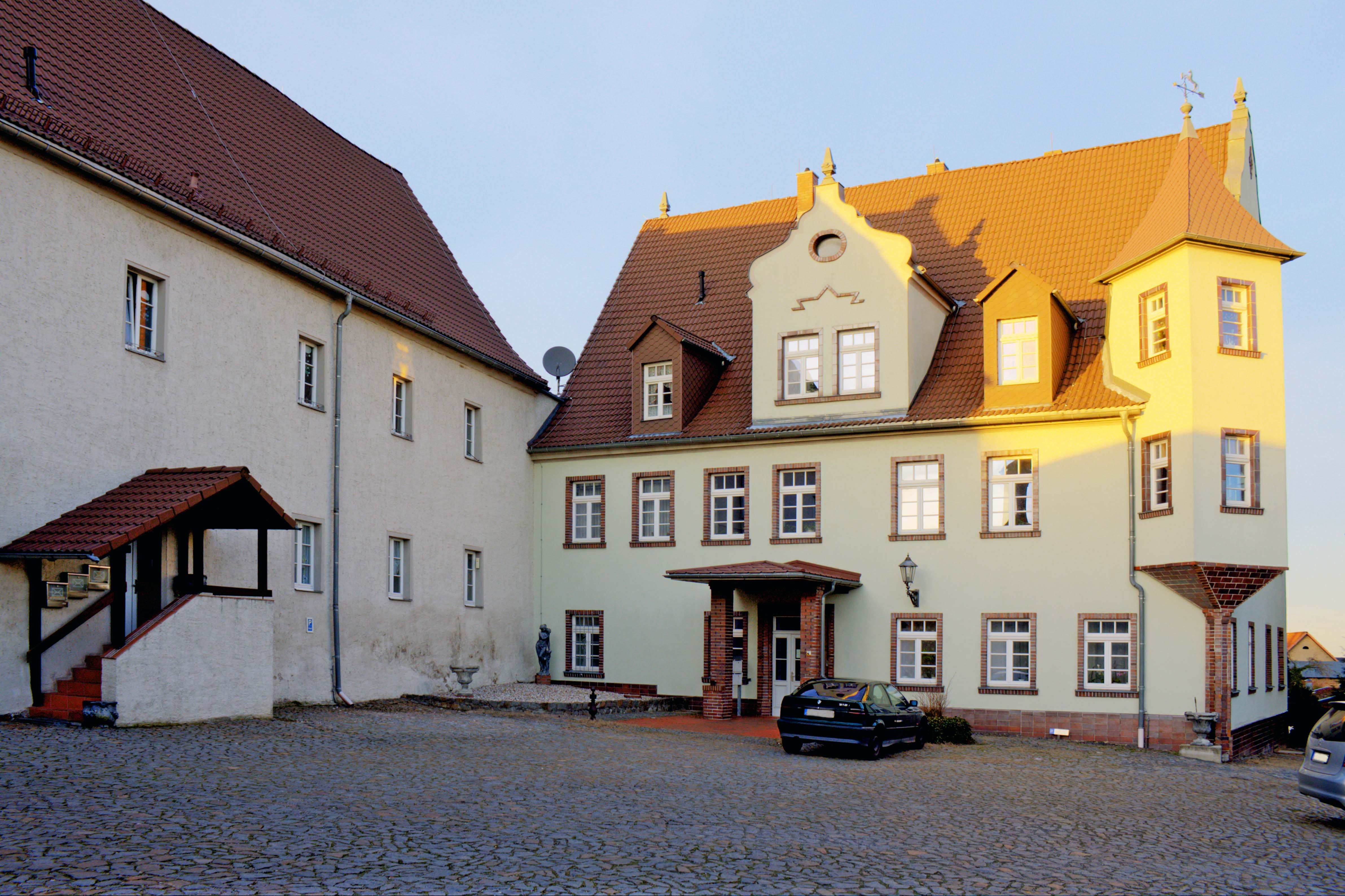
Herrenhaus Böhlitz

### Naturschutz
- Siehe auch: Liste der Naturdenkmale in Thallwitz

## Persönlichkeiten

### Ehrenbürger
- Wolfgang Rosenthal (1882–1971)

### Söhne und Töchter der Gemeinde
- Christoph Siegmund von Holtzendorff (1671–1715), königlich-polnischer und kurfürstlich-sächsischer Wirklicher Kammerherr und Rittergutsbesitzer
- Renatus Gotthelf Löbel (1767–1799), Jurist und Lexikograph
- Christian Benjamin Schmidt (1783–1838), Theologe, Pädagoge und erster Vorsteher der Königlichen Gewerbschule Chemnitz

### Personen, die mit Thallwitz in Verbindung stehen
- Christian Siegmund von Holtzendorff (1630–1683), kursächsischer Kammerherr und Amtshauptmann des Amtes Eilenburg, starb hier
- Johann Karl August Schuffenhauer (1760–1837), Philosoph und Theologe, geboren in Röcknitz
- Richard von Könneritz (1828–1910), Politiker, Diplomat und Rittergutsbesitzer auf Lossa, Präsident der I. Kammer des Sächsischen Landtags
- Cornelius Gurlitt (1850–1938), Architekt und Kunsthistoriker, geboren im heutigen Thallwitzer Ortsteil Nischwitz
- Wolfgang Rosenthal (1882–1971), Kieferchirurg, eröffnete 1943 eine Fachklinik im Schloss Thallwitz zur Behandlung von Spaltpatienten und leitete diese bis 1962